# Фрањо Јаковац
Фрањо Јаковац (Мркопље, 24. јануар 1961) бивши је југословенски биатлонац. Био је члан Ски клуба Мркопаљ из Мркопља.
Са биатлонцима Андрејо Ланишеком, Марјаном Видмаром, Јуром Велепецом, Томиславом Лопатићем и Зораном Ћосићем представљао је Југославију на Зимским олимпијским играма 1984. године у Сарајеву.
Такмичио се у штафетној трци и са Андрејом Ланишеком, Јуретом Велепецом и Фрањом Јаковцем и заузео 17. место.